# Nová Seninka
Nová Seninka je v současnosti částí Starého Města, v minulosti však bývala samostatnou obcí. Do roku 1948 se jmenovala Špiklice (německy Spieglitz). Podle této obce vznikl jeden zastaralý německý název pro Králický Sněžník – Spieglitzer Schneeberg.

## Historie
Ves byla založena ve 13. století k hlídání obchodní cesty z Moravy do Kladska. V 15. století ves zpustla a obnovena byla v roce 1561 kolštejnskou vrchností. Fara byla v obci pravděpodobně již před třicetiletou válkou, obnovena byla znovu v roce 1784. Školní vyučování začalo v místě již v roce 1766. Po roce 1848 byla obec začleněna do staroměstského soudního okresu v šumperském hejtmanství.
| Rok            | 1869 | 1880 | 1890 | 1900 | 1910 | 1921 | 1930 | 1950 | 1961 | 1970 | 1980 | 1991 | 2001 | 2011 | 2021 |
| -------------- | ---- | ---- | ---- | ---- | ---- | ---- | ---- | ---- | ---- | ---- | ---- | ---- | ---- | ---- | ---- |
| Počet obyvatel | 508  | 546  | 545  | 498  | 461  | 438  | 437  | 108  | 102  | 115  | 67   | 58   | 51   | 44   | 37   |

## Kulturní památky

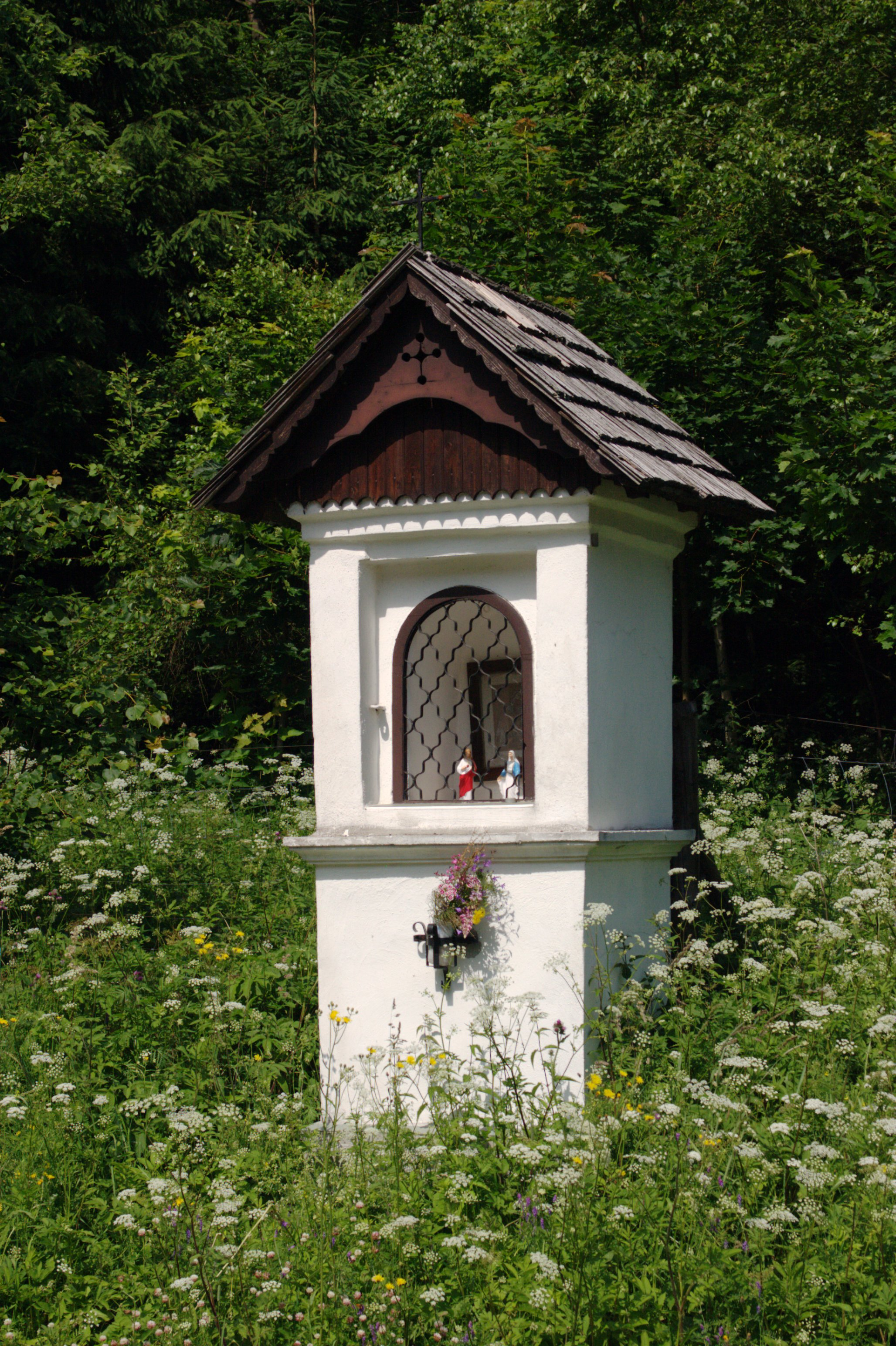
Boží muka v Nové Senince

V katastru obce jsou evidovány tyto kulturní památky:
- Kostel svatého Jana Křtitele – raně barokní jednolodní kostel z roku 1689
- Stodola u čp. 36 – lidová architektura ze 2. poloviny 19. století. Objekt již neexistuje.
- Boží muka – pilířová, z poloviny 19. století

### Další stavby
- lesní kaple Panny Marie jihozápadně od obce, ke které vede ze Stříbrnic Křížová cesta.

## Přírodní zajímavosti
Na západ od obce se nachází Králický Sněžník, na východ až severovýchod leží hřeben Rychlebských hor.